# Союз селянських спілок
Союз селянських спілок — професійна організаціяція українського селянства, заснована в 1925. Діяв до 1939 у Галичині (на Волині заборонений польською адміністрацією).
Союз селянських спілок мав централю у Львові, повітові і місцеві селянські спілки; організовував допомогові каси забезпечення по смерті членів і втраті худоби, керував страйками й укладав колективні договори заробітчан (зокрема візників і лісових робітників).
Орган — «Селянська Спілка» при «Громадському Голосі» у Львові; видавав інформативні брошури. Співпрацював з Українською Соціалістичною Радикальною Партією.
Голова — М. Стахів, секретар — О. Павлів.